# المسؤولية المحلية للدولرة
المسؤولية المحلية للدولرة قانونياً تشير إلى فئة من ودائع النظام المصرفي والإقراض بعملة أخرى غير التي من البلد الذي تقام فيه. الدولرة المحلية المسئولة قانونياً لا تشير على وجه الحصر إلى فئة بالدولار الأمريكي، كما تشمل الدولرة المحلية المسئولة قانونياً حسابات المخصص بالعملات المتداولة في التجارة الدولية «الصعبة» مثل الجنيه الإسترليني، والفرنك السويسري، والين الياباني، واليورو (وبعض من سابقاتها، ولا سيما المارك الألماني).

## القياس
في البلدان المتقدمة، كما يتم تعريف الدولرة المحلية المسئولة قانونياً كبنك التسويات الدولية الإبلاغ مواقع أصول البنوك المحلية بالعملة الأجنبية كنسبة من الناتج المحلي الإجمالي. في البلدان ذات الأسواق الناشئة (EMS)، يتم إنشاء مقياس التفويض من الدولرة المحلية المسئولة قانونياً عن طريق جمع الودائع بالدولار واقتراض البنوك الأجنبية كنسبة من الناتج المحلي الإجمالي. هذا التفويض يستند على افتراض أن البنوك يلائم أصولها وخصومها وفقا لنوع العملة نقل مخاطر سعر الصرف إلى المدينين. في الأماكن الأخرى، كما يتم تعريف الدولرة المحلية المسئولة قانونياً كحصة الودائع بالعملات الأجنبية على إجمالي الودائع.

## المحددات
لقد تم اقتراح العديد من الأسباب للدولرة المحلية المسئولة قانونياً، وبعضها أكثر قبولا من غيرها. الأسباب كثيرا ما يستشهد في الأدب البدائي علي الدولرة المحلية المسئولة قانونياً، وخاصة في أمريكا اللاتينية، وتشمل ارتفاع العجز المالي والسياسة النقدية المتساهلة وتاريخ من التضخم. في بيئة اقتصادية تتسم بهذه الميزات، العملة المحلية (غالبا ما يشار إليها باسم البيزو) لا تخدم كوسيلة صرف موثوق بها ولا مخزن للقيمة يمكن التنبؤ بها. النهج الحديث للدولرة المحلية المسئولة قانونياً، ومع ذلك، يؤكد على أن الدولرة المحلية المسئولة قانونياً، وعادة ما تقاس على أساس معدل الفائدة على الودائع بالدولار، إلى حد كبير ظاهرة اختيار السندات التجارية ترتبط بأقل من مستويات التضخم أكثر مع التوزيع للتضخم (أكثر دقة، لفروق العائد الحقيقي) وتتعلق نتائج الدخل إلى تقلبات التضخم وسعر الصرف الحقيقي (وبالتالي، سياسة سعر الصرف). على الرغم من نداء البديهي القوي لهذه الفكرة، هناك القليل من العمل التجريبي نسبيا بشأن هذه المسألة. فيما بين العمل الذي تم القيام به، ومع ذلك، بيركمان وكافالو (2007) لم تجد أدلة على أن تدخل أكثر في نشاط أسواق صرف العملات الأجنبية (أي أكثر تحديد) يؤدي إلى ارتفاع الدولرة المسؤولة.
وقد جادل آخرون بأن مراقبة سعر الصرف عن كثب هو أثر وليس سبب الدولرة المحلية المسئولة قانونياً، مطالبة بدعم تجريبي في بيركمان وكافالو (2007). بالإضافة إلى ذلك فقد تم اقتراح أن الدولرة المحلية المسئولة قانونياً يعكس عدم الثقة في العملة المحلية وفي نهاية المطاف في نوعية الحكومة، وأن البلدان التي حكوماتها ذات مرتبة أعلى على مؤشرات مختلفة من تجربة جودة مستويات أقل من الدولرة المحلية المسئولة قانونياً من نظرائهم أكثر ضعفاً في الأداء.

## الآثار
وعزا الباحثون مجموعة متنوعة من الآثار الإيجابية والسلبية للدولرة المحلية المسئولة قانونياً. تم العثور إلى حد كبير على فوائد على الصعيدين الأسري ومستويات ثابتة في المدى القصير إلى المتوسط. تشمل هذه الفوائد التأمين ضد التضخم وانخفاض قيمة العملة، وكذلك السماح للإقراض والاقتراض طويل الأجل من خلال استخدام عملة مستقرة نسبيا.
في المقابل، فإن التكاليف الحقيقية أو المحتملة من وجود الدولرة المحلية المسئولة قانونياً إلى حد كبير على المستوى المنهجي وعلى المدى الطويل. حيث تكون الدولرة المحلية المسئولة قانونياً على نطاق واسع، وغالبا ما يتطلب لتجربة عدم تطابق العملة بين الدخل المحلي والديون المخصصة بالدولار، والتي تمثل الوسيلة الوحيدة المتاحة للاقتراض طويل الأجل. عدم تطابق العملات يشكل خطرا خاصة للشركات والقطاعات في السلع والخدمات غير القابلة للتداول. البلدان التي لديها مستويات عالية من الدولرة المحلية المسئولة قانونياً، وعلاوة على ذلك، تعاني في كثير من الأحيان، وكذلك مع «الخطيئة الأصلية»، عدم قدرة البلاد على الاقتراض بعملتها. في حين أن الضعف الناتج قد لا يكون واضحا في الأوقات العادية، يمكن أن يظهر خلال الأوقات العصيبة، وحتى في حالة عدم وجود أزمة كبيرة. وفي الاقتصاديات ذات إدارة نظام أسعار الصرف ثابتة أو ببطء، على سبيل المثال، وهو تغير مفاجئ في النظام يمكن الكشف عن تعرض الفاعلين الذين لم يتم تغطيتم لمخاطر أسعار الصرف. الصدمات الداخلية والخارجية لسعر الصرف الحقيقي و/ أو المعدل الفعلي الحقيقي يمكن إنتاج آثار تخريبية للميزانية العمومية، مع الآثار المترتبة للاقتصاد على نطاق واسع للسيولة. هذه المشاكل يمكن أن تصبح حادة بشكل خاص في اقتصاد بدون المقرض من الملاذ الأخير فعالة و/ أو تلك التي تصدر الديون المخصصة فقط محليا. الدولرة المحلية المسئولة قانونياً الشاملة بالإضافة أنها تعوق التكيف بواسطة وسائل معدل سعر الصرف الحقيقي ويزيد من احتمال وشدة التوقف المفاجئ. من ثم، «الخوف من التعويم» (أي عدم السماح لسعر الصرف للتغير في مواجهة الصدمات الخارجية، انظر: سعر الصرف العائم) قد تكون نتيجة للدولرة المحلية المسئولة قانونياً، والبلدان التي تمر اقتصادياتها المرتبطة بالدولار غير الرسمي قد تجد سعر صرف المتحرك بحرية لتكون مكلفة للغاية. بيركمان وكافالو (2007) اختبر السببية بين الدولرة المحلية المسئولة قانونياً والخوف من التعويم مبني على الملاحظة. النتائج التي توصلوا إليها تدعم حجة «الخوف من التعويم». البلدان ذات الدولرة المسؤولة العالية (الخارجية، العامة، أو المالية) تميل إلى استقرار سعر صرف عملاتها. هذه النتيجة قوية لمختلف الوكلاء لإدارة سعر الصرف. اللاسببية العكسية، من ناحية أخرى، فإن المؤلف لم يجد أدلة على أن التدخل أكثر في نشاط أسواق صرف العملات الأجنبية (أي أكثر تحديد) يؤدي إلى ارتفاع الدولرة المسؤولة.
مع مرور الوقت، يمكن أن الاقتصاديات ذات المستويات العالية من الدولرة المحلية المسئولة قانونياً يمكن أن تنشر المشاكل التالية:
- الطلب غير المستقر للمال.
- استعدادا كبيرا لتجربة الأزمات المصرفية في أعقاب انخفاض قيمة العملة المحلية.
- نمو الناتج البطيء والمتقلب بدون زيادة كبيرة في عمق النظام المالي المحلي.

## تدابير السياسة العامة
التدخلات السياسية تتخذ للحد من الدولرة المحلية المسئولة قانونياً وهي مجموعة متنوعة من الأشكال الموصى بها والفعلية وتقابل بدرجات متفاوتة من النجاح. من المتفق عليه عموما أن السيطرة على التضخم أمر ضروري، حيث أن عدم اليقين الناجم عن التضخم ربما يمثل أعظم محدد واحد للدولرة المحلية المسئولة قانونياً. حتى الآن الحد من التضخم وحدها لا تعتبر عموما كافية لتحقيق نزع الدولرة، والاقتصاديات ذات المستويات العالية من الدولرة المحلية المسئولة قانونياً ربما تعرض تباطؤ الجهات الفاعلة في تعديل توقعاتهم والسلوكيات المخصصة للمعاملات بالعملات الأجنبية.
وبالإضافة إلى ذلك، قد تكون هناك حاجة تقلب منخفض من التضخم النسبي لتقلبات الاستهلاك RER ربما تحتاج إلى اجتثاث الدولرة. حتى الآن، فقط اثنين من البلدان، إسرائيل في 1980 و1990 وبولندا في 1990، تمكنت من الانخراط في نزع الدولرة الناجح دون عواقب سلبية واسعة النطاق؛ تمكن البلدين من خلال الجمع بين تحول التضخم مع تثبيت قوي لسعر الصرف. وعلاوة على ذلك، بالإضافة إلى تملك لمدة سنة واحدة إلزامية على الودائع بالدولار، قامت إسرائيل بسلسلة من «بقع» كالآتي:
- مؤشر سعر المستهلك - الودائع المفهرسة.
- المتطلبات التي تتعهد البنوك بالتحوط النشط لمخاطر العملة غير القابلة للتداول لأنشطتها.
- التطوير النشط لأسواق المشتقات المالية.
- الجهود الرامية إلى تعميق أسواق السندات بالعملات المحلية. جهود بولندا لعدم التضخم، وعلاوة على ذلك، تزامن مع ارتفاع سعر الصرف الحقيقي. في ظل ظروف أقل ملاءمة، أو في حالة عدم وجود سياسات تهدف إلى تسهيل التكيف، أدى نزع الدولرة إلى هروب رؤوس الأموال و/ أو انخفاض حاد في الوساطة المالية.

## التوقعات
في السنوات الأخيرة كان هناك مصلحة في إعادة إحياء الإقراض بالعملة المحلية، خاصة في أمريكا اللاتينية، ويوجد دليل على أن الدين العام قد أصبح في الواقع أقل ارتباطاً بالدولار. وربما يمثل هذا الإحياء محاولة لـ«الوقوف في وجه الريح» في مواجهة توقعات ارتفاع قيمة العملة وكذلك ردا على سقوط نظام قابلية التحويل الأرجنتيني، والذي يوضح مخاطر الاقتصاد الكلي من الدولرة المحلية المسئولة قانونياً الشاملة.القناة الثانية المحتملة لنزع الدولرة هو الاستخدام المتزايد للإقراض بالعملة المحلية للقطاع الخاص فضلا عن الملكيات والحكومات دون الوطنية من قبل المؤسسات المالية الدولية، ولا سيما مصرف التنمية الأمريكي الداخلي. بالإضافة إلى التحوط بمخاطر تلك المؤسسات 'مخاطرة العملة والإقراض المتعددة الأطراف بالعملة المحلية يقدم حلا ممكنا لمشكلة المحرك الأول، وتنبيها للممثلون الاقتصاديون الآخرين.